# Tribute band

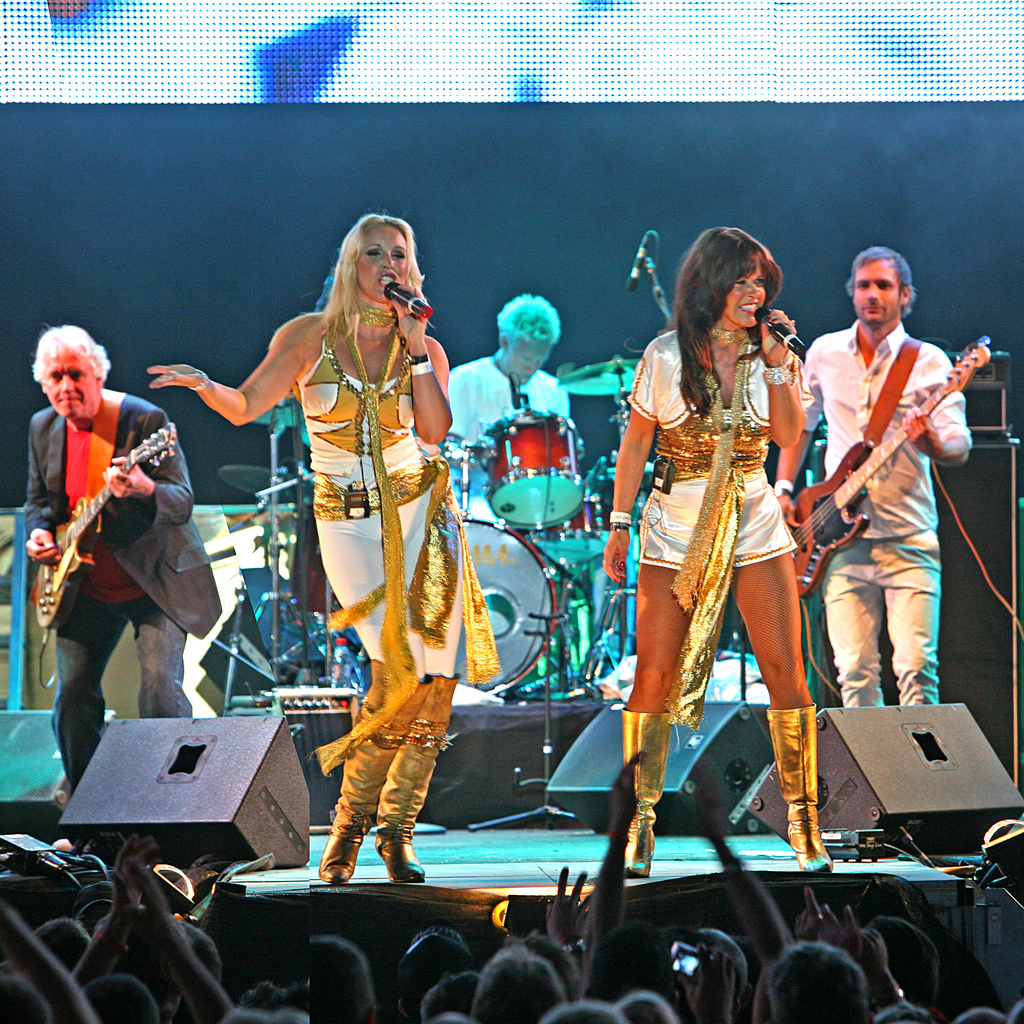
Gli Arrival, una tribute band degli ABBA, all'Europride di Stoccolma del 2008.

Una tribute band (dall'inglese tribute, "tributo", "omaggio") è un gruppo musicale creato con l'intento esplicito di riproporre (di solito dal vivo) brani di un complesso o di un artista famoso del passato (o anche del presente in alcuni casi), talvolta arrivando al punto di imitare tale artista nell'aspetto, nell'equipaggiamento, e così via.

## Caratteristiche
Le tribute band ripropongono sia brani di artisti del passato, che brani di artisti del presente e molto spesso ancora in attività.
L'attività delle tribute band ha talvolta risvolti curiosi e non limitati soltanto alla musica ma estendibili ad altri campi del mondo dello showbiz, come ad esempio il cinema. È il caso di Tim Owens, cantante di una tribute band del gruppo britannico dei Judas Priest, ingaggiato nel 1996 – come cantante – dai veri Judas Priest. Questa storia ha ispirato la trama del film Rock Star.

## Varianti
Il caso più semplice e più diffuso di tribute band è quello di un gruppo che si esibisce esclusivamente in cover di brani dell'artista di riferimento. Una tribute band deve imitare altri aspetti visivi o sonori del gruppo originale.
Il caso estremo di tribute band è rappresentato da quei gruppi che si ripropongono esplicitamente di fornire al pubblico un'esperienza visiva e sonora idealmente indistinguibile da quella vissuta dal pubblico dei concerti originali, di cui si cerca quindi di riprodurre ogni dettaglio (scenografie, costumi, attrezzature e strumenti). In questo caso, un concerto di una tribute band potrebbe essere filologicamente accurato al punto di poter essere descritto come una imitazione di un concerto di un particolare tour del gruppo originale. Un esempio in questo senso sono i nomi scelti dalle tribute band, al di là della fedeltà al genere di musica praticato rispetto all'originale, sono solitamente varianti o giochi di parole basati sul nome del gruppo originale, oppure dei loro album o di loro canzoni, di solito quelli più celebri.

## Cover band
A differenza delle tribute band, le cover band sono gruppi specializzati in cover di brani scelti dal repertorio di molti artisti differenti, senza normalmente omaggiare un musicista particolare.